# 2345 Fučik
2345 Fučik è un asteroide della fascia principale del diametro medio di circa 26,63 km. Scoperto nel 1974, presenta un'orbita caratterizzata da un semiasse maggiore pari a 3,0160401 UA e da un'eccentricità di 0,0785155, inclinata di 9,14359° rispetto all'eclittica.
L'asteroide è dedicato allo scrittore cecoslovacco Julius Fučík.